# Austrochaperina brevipes
Austrochaperina brevipes és una espècie de granota que viu a Papua Nova Guinea.